# Ryszard Wieczorek (koszykarz)
Ryszard Wieczorek (ur. 1958) – polski koszykarz, występujący na pozycji silnego skrzydłowego, multimedalista mistrzostw Polski.

## Osiągnięcia
Drużynowe
- Mistrz Polski (1982, 1988)[1]
- Wicemistrz Polski (1981)
- Finalista pucharu Polski (1979)
- Uczestnik rozgrywek Pucharu Koracia (1988/1989 – I runda)